# Xunqueira de Espadanedo
Xunqueira de Espadanedo település Spanyolországban, Ourense tartományban. Xunqueira de Espadanedo Nogueira de Ramuín, Parada de Sil, Montederramo, Maceda és Esgos községekkel határos. Lakosainak száma 673 fő (2024).

## Népesség
A település népessége az elmúlt években az alábbi módon változott:
| Lakosok száma | 1099 | 1033 | 1002 | 962  | 892  | 863  | 756  | 745  | 723  | 673  |
|               | 2001 | 2004 | 2007 | 2009 | 2012 | 2014 | 2017 | 2019 | 2022 | 2024 |